# Cape Londonderry
Cape Londonderry är en udde i Australien. Den ligger i delstaten Western Australia, omkring 2 300 kilometer nordost om delstatshuvudstaden Perth.
Trakten runt Cape Londonderry är nära nog obefolkad, med mindre än två invånare per kvadratkilometer.. Det finns inga samhällen i närheten.
Omgivningarna runt Cape Londonderry är i huvudsak ett öppet busklandskap. Savannklimat råder i trakten. Genomsnittlig årsnederbörd är 1 206 millimeter. Den regnigaste månaden är januari, med i genomsnitt 392 mm nederbörd, och den torraste är juni, med 2 mm nederbörd.